# Айро (персонаж)
Айро (англ. Iroh) — персонаж мультсериала «Аватар: Легенда об Аанге» и связанных с ним проектов.

## Появления

### «Аватар: Легенда об Аанге»
В Книге Первой дядя Айро сопровождает изгнанного принца Зуко, который хочет поймать Аватара, чтобы вернуть свою честь и доставить последнего к отцу. В конце сезона Айро был вынужден выступить против адмирала Джао, когда тот захотел убить духа Луны. Айро предупредил, что в случае убийства духа последствия будут катастрофическими, и если Джао хоть что-то сделает этому духу, то сам Айро отплатит адмиралу десятикратно. После того, как Джао всё же убил духа Луны, Айро сдержал своё слово и одолел всех солдат, что стояли рядом с Джао, сам же Джао успел сбежать. После того, как Аанг совместно с духом Океана разгромил флот Нации Огня, Айро и Зуко смогли сбежать. Бывшего генерала нации Огня и изгнанного принца объявляют предателями родины.
В Книге Второй Айро и его племянник находятся в бегах. Они сталкиваются с сестрой Зуко, Азулой, которая хитростью пыталась пленить их, но капитан её судна случайно проболтался о том, что они везут Айро и Зуко домой как пленников, в результате чего дядя с племянником успешно сбежали. Был период, когда Зуко покинул дядю и путешествовал один, но затем они воссоединились, когда однажды Азула ранит дядю молнией. Зуко заботится о нём, и когда Айро становится лучше, то он сначала пытается обучить Зуко создавать молнию, но после того, как Зуко несколько раз безуспешно пытается сделать это, Айро обучил племянника своей фирменной технике перенаправления молнии, чтобы тот мог противостоять сестре (как покажут следующие события, Зуко усвоил уроки дяди). Вскоре Айро и Зуко поселяются в столице Царства Земли, Ба-Синг-Се, которое бывший генерал когда-то пытался завоевать, но не смог из-за гибели сына. Айро открывает свою чайную под названием «Жасминовый дракон», после того, как заработал себе репутацию лучшего чайного мастера в городе. Однако их новую жизнь рушит то, что по иронии судьбы в городе оказывается Аватар, ищущий своего потерянного летающего бизона Аппу: Айро застал Зуко, который пытался выкрасть Аппу. Айро ругал своего племянника, поскольку тот никогда не задумывался о последствиях своих действий, но всё же он смог убедить юношу отпустить бизона на волю, чтобы тот смог вернуться к своему истинному хозяину. В столицу Царства Земли также прибывает и Азула, которая вскоре устанавливает власть над городом. Когда она узнаёт о присутствии дяди и брата в Ба-Синг-Се, то заманивает их в ловушку приглашением «подавать чай Царю Земли». Айро смог сбежать, в то время как Зуко стал пленником Азулы. Айро пришёл к Аангу и его друзьям, и заключил с ними союз, чтобы разыскать Зуко и Катару, которая также попала в плен. Далее Азула предлагает Зуко присоединиться к ней, чтобы вернуться домой героем, и племянник предаёт дядю, сам же Айро смог выиграть время для Катары, чтобы та смогла уйти вместе со смертельно раненым Аангом.
В третьем сезоне Айро был заключён в тюрьму, и чтобы снизить бдительность стражников, он симулирует безумие и отчаяние, одновременно с этим приводя свою физическую форму в порядок и готовясь к солнечному затмению, во время которого огненная магия исчезает. Как только оно начинается, Айро сбегает из своей камеры, выломав решётки голыми руками и одолев всю охрану, что встала у него на пути, будучи грозным противником и крайне опытным воином даже без использования магии. В финале мультсериала дядя воссоединяется с Зуко, который перешёл на сторону добра и попросил прощения у дяди за все свои ошибки. Айро со слезами на глазах обнял племянника и сказал, что никогда не злился на него, лишь волновался, что Зуко временно потерял свой путь. Герои разделяются: Орден Белого лотоса во главе с Айро отвоёвывает Ба-Синг-Се, Сокка, Тоф и Суюки останавливают флотилию Нации Огня, Аватар бьётся с Королём Фениксом Озаем, а Зуко при поддержке Катары сражается с Азулой за право на трон. После всеобщей победы Айро уступает трон Зуко, а сам возвращается в свою чайную.

### «Легенда о Корре»
Айро появляется во втором сезоне, живя в мире духов. Он помогает новому Аватару, Корре, оказавшейся там в серии «Новая эра духов». В эпизоде «Тьма опускается» Айро встречает детей Аанга — Тензина, Каю и Буми, когда они приходят в мир духов, чтобы найти дочку первого, Джинору. Корра снова встречает Айро в «Ультиматуме», когда прибывает в мир духов в поисках злодея Захира. Она говорит, что Красный лотос угрожает возрождённой нации Воздуха. Айро предлагает Аватару обратиться за советом к Зуко, как однажды сделал Аанг.

## Отзывы и критика
Айро на самом деле не Аватар; в одно время может быть только один, и последним Аватаром нации Огня был Року. Но Айро воплощает Аватара другими способами. У него есть связь с духами, как и у Аватара, и он понимает, что четыре стихии тесно связаны и могут что-либо заимствовать друг у друга. Айро не зациклен на огне; он изучал магию воды, чтобы научиться перенаправлять молнию.
Белтон Делейн-Фейси отмечал, что Айро «не только сильный маг, но и мудрый наставник, который хочет помочь каждому встречному бесчисленными советами». Он писал, что  его «взгляды на мир резко отличаются от взглядов его соотечественников из нации Огня». Мэтт Бергер считает, что Айро «соответствует образцу причудливого, но любящего дяди». Журналист также подчеркнул, что у него «много общего» с Цао Гоцзю. Ретт Интриаго назвал дядю Айро «одним из, если не самым духовным магом огня в мультсериале». Кит Моррис рассматривал 10 лучших серий с персонажем и на 1 место поставил «Комету Созина. Часть 2», в которой Айро и Зуко воссоединились.
Цитаты дяди Айро также отмечались журналистами. Мария Норрис поставила на 3 место в своём списке слова персонажа о том, что «хорошие времена образуют хорошие воспоминания, а плохие преподают хорошие уроки». Эта фраза также была в топе цитат Айро на сайте BuzzFeed. Ноел МакДэвид из Game Rant включил в свою статью совет Айро племяннику, что «никогда нельзя впадать в отчаяние».
Зак Блюменфелд из журнала Paste поставил дядю Айро на 3 место среди 20 лучших персонажей из вселенной «Аватара» и написал, что он «единственный мудрейший герой во франшизе». Колин МакМахон отмечал, что «Айро — отличный образец для подражания». Репортёр добавлял, что «он человек, который видит красоту в самых простых аспектах жизни», что «он человек, который ценит свою семью».